# Rouves
Rouves ist eine französische Gemeinde mit 102 Einwohnern (Stand: 1. Januar 2022) im Département Meurthe-et-Moselle in der Region Grand Est (bis 2015 Lothringen). Die Gemeinde gehört zum Arrondissement Nancy und zum Kanton Entre Seille et Meurthe.

## Lage
Rouves liegt etwa 29 Kilometer südsüdöstlich von Metz an der Seille, die die Gemeinde im Südwesten begrenzt. Umgeben wird Rouves von den Nachbargemeinden Éply im Nordwesten und Norden, Raucourt im Nordosten, Nomeny im Osten und Süden, Clémery im Südwesten und Westen sowie Port-sur-Seille im Westen.

## Bevölkerungsentwicklung
| Jahr                       | 1962 | 1968 | 1975 | 1982 | 1990 | 1999 | 2006 | 2019 |
| Einwohner                  | 67   | 70   | 55   | 68   | 78   | 86   | 96   | 105  |
| Quellen: Cassini und INSEE |      |      |      |      |      |      |      |      |

## Sehenswürdigkeiten
- Kirche Saint-Étienne, 1918 wieder errichtet

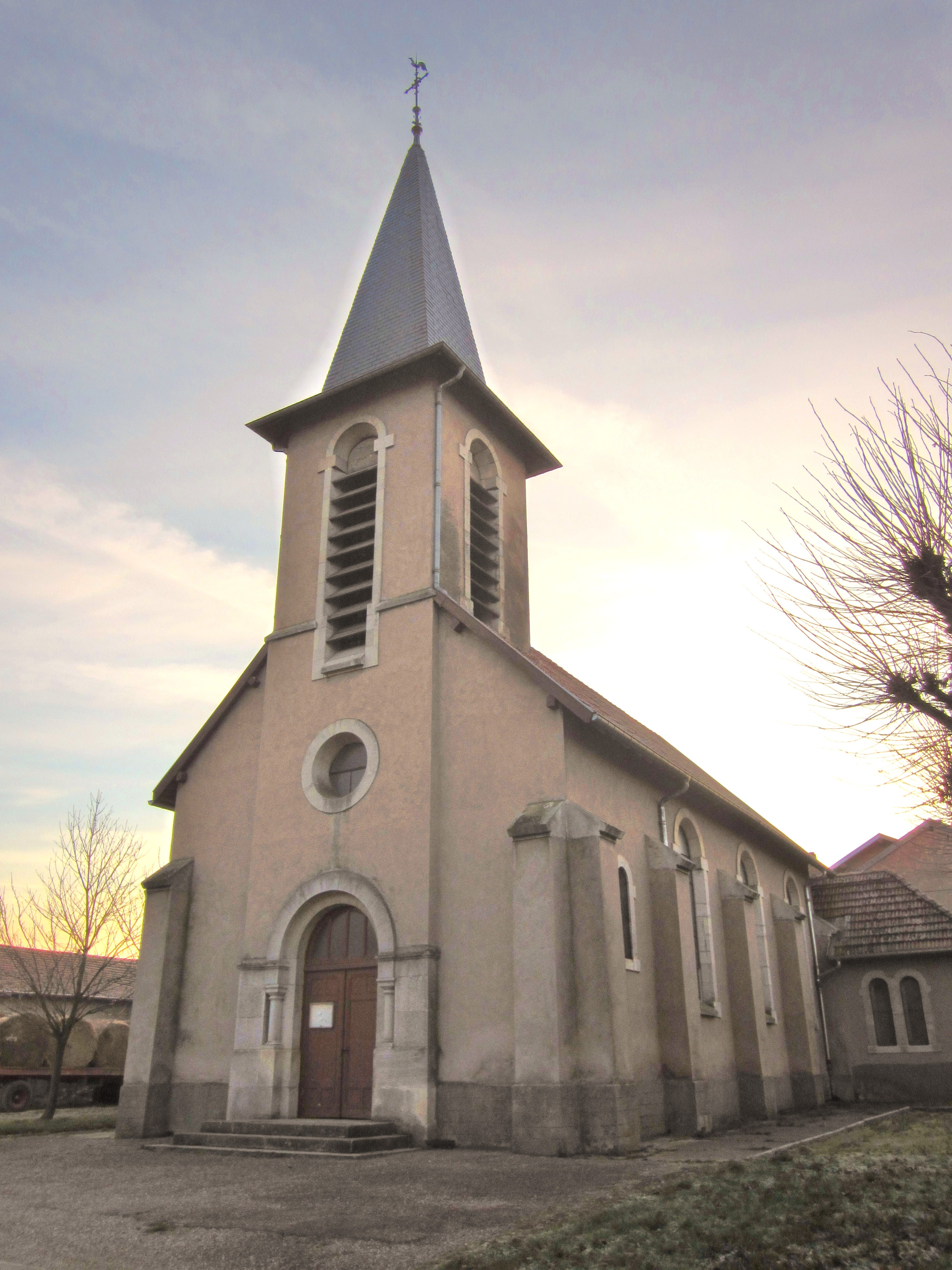
Kirche Saint-Étienne